# Черна могила (област Хасково)
 Тази статия е за селото в Област Хасково.  За другото българско село с това име вижте Черна могила (област Бургас).  
Черна могила е село в Южна България. То се намира в община Харманли, област Хасково.

## География
Село Черна могила се намира в хълмиста местност на 20 км от гр. Харманли и 10 км от село Бисер. Разположено е между три хълма: Гергьовден, Илинден и Баллъктепе. Селището е закътано и скрито между тях още от създаването му с цел предпазване на населението от турски набези. Селото е с надморска височина около 270 м и с преобладаващ беломорски климат.
Село Черна Могила е с много разнообразна природна даденост. Населението е малобройно и има много необитаеми стари къщи. Бъдещето на селото е в областта на селския туризъм и инвестиране в жилища на наши и чужди граждани. Селото е в близост до турската, гръцка граница, Свиленград и Харманли.
Землището е благоприятно за отглеждане на добри винени сортове и житни култури.

## История
Селото е в пределите на българската държава от 1885 г. с името Кара тепе (в превод: Черна могила), което е променено през 1906 г. с указ 452 от 21 декември. Според хората от селото най-напред името е било Кар тепе (Снежен връх), но по-късно е добило формата Кара тепе. Преданието разказва, че селото се е местило четири пъти преди да се установи на днешното си място. Най-напред се е намирало по-близо до с. Малко градище, в м. Юртето, където бил намерен глинен кюп (питос). Второ място било м. Колибите, а третото – в м. Вирето, близо до „римския път“ към Узунджово, от който се виждали останки от калдъръма, а след това – в м. Варадя. Заради нападенията на кърджалиите хората се преместили на днешното място. За първите заселници се смята, че дошли от Кукушко-Серския край, защото говорят на ке-ки – ки идем, ки дойдем.

## Религии
Населението е изцяло българско православно. В близкото минало свещеници на селото са били: свщ. Иван Петров, а по-късно и неговият син свщ. прт. Александър поп Иванов. Същите са отслужвали литургии и обреди в съседните села — Орешец, Малко градище, Иваново, Смирненци и др.

## Културни и природни забележителности
Селото има изглед към полите на Родопите и гробница „Мезек“ край едноименното село.

## Личности
Родени в Черна могила
- Кольо Севов – писател и поет